# Isabella Moore
Isabella „Belle“ Mary Moore (* 23. Oktober 1894 in Glasgow; † 7. März 1975 in Baltimore, Maryland, Vereinigte Staaten) war eine britische Freistilschwimmerin und olympische Goldmedaillengewinnerin.

## Leben
Moore wurde als achtes von neun Kindern des Werftarbeiters Duncan Moore und seiner Frau Mary im Glasgower Borough Govan geboren. Nach der Einführung des obligatorischen Unterrichts für alle Schüler lernte sie als Jugendliche schwimmen. Bereits mit 17 Jahren arbeitete sie als Schwimmlehrerin.

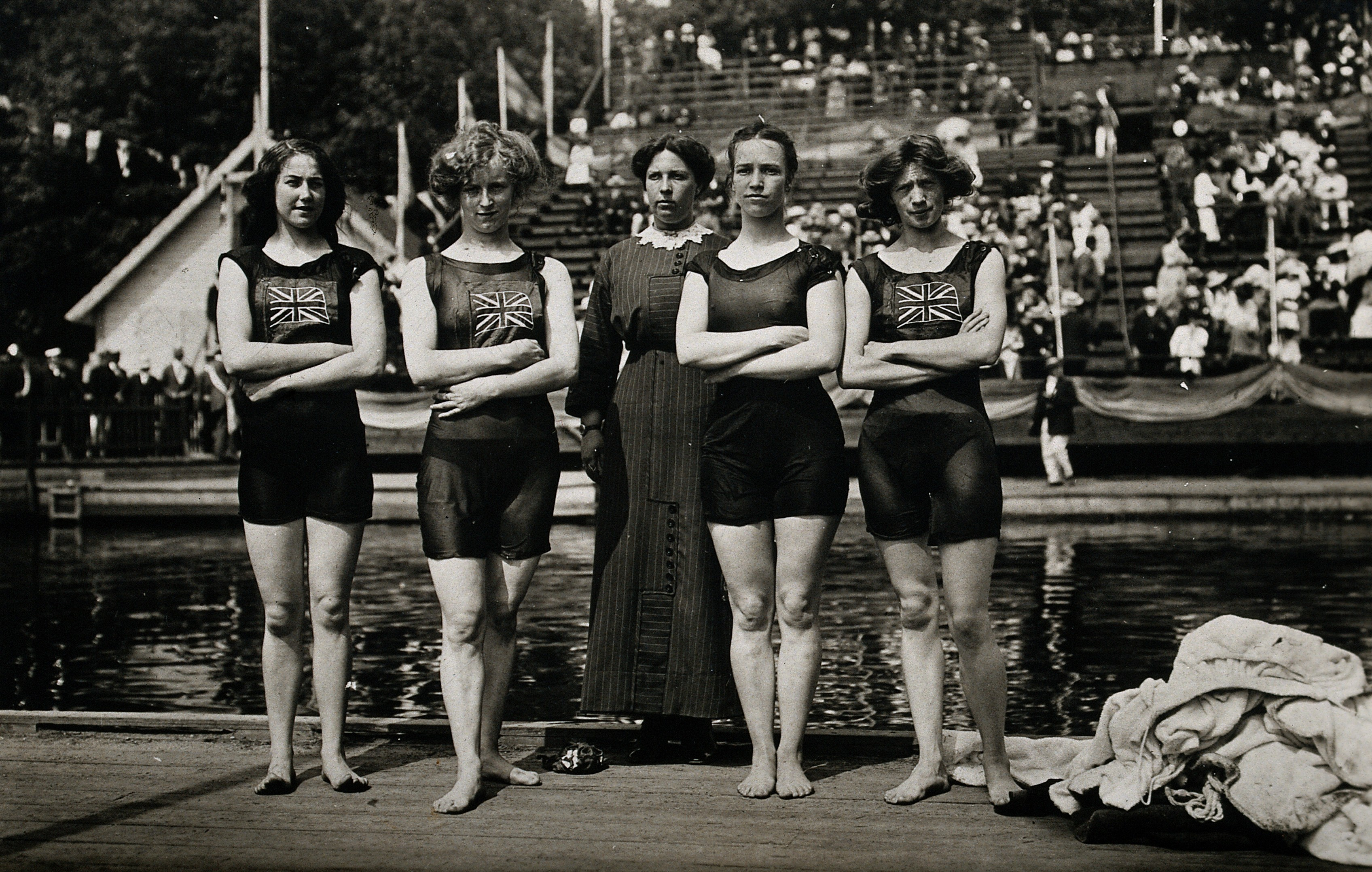
Die siegreiche britische 4-mal-100-Meter-Freistilstaffel: von links nach rechts: Isabella Moore, Jennie Fletcher, Betreuerin Clara Jarvis, Annie Speirs und Irene Steer.

Moore wurde als Langstreckenschwimmerin ausgebildet. Da bei den Olympischen Sommerspielen 1912 für Frauen jedoch nur 100-Meter-Schwimmveranstaltungen auf dem Programm standen, nahm sie am Einzelwettbewerb über 100 Meter Freistil teil. Nachdem sie ihren Vorlauf gewonnen hatte, schied sie im Halbfinale aus.
Drei Tage später gewann sie mit der 4-mal-100-Meter-Freistilstaffel die Goldmedaille. Mit 17 Jahren und 226 Tagen ist sie die jüngste britische Frau, die eine olympische Goldmedaille gewonnen hat. Sie ist bis heute auch die einzige schottische Frau, die im Schwimmen eine olympische Goldmedaille gewann.
1919 heiratete sie den Marinearchitekten und Werftmanager George Cameron und wanderte in die Vereinigten Staaten nach Baltimore, Maryland aus, wo sie Mutter von zwei Kindern wurde.
1989 wurde sie postum in die International Swimming Hall of Fame und 2012 in die Scottish Sports Hall of Fame aufgenommen.